# Nyctemera uniplaga
Nyctemera uniplaga är en fjärilsart som beskrevs av Swinhoe 1903. Nyctemera uniplaga ingår i släktet Nyctemera och familjen björnspinnare. Inga underarter finns listade i Catalogue of Life.